# 杜尔丹
杜尔丹（法語：Dourdain，法語發音：[duʁdɛ̃]）是法国伊勒-维莱讷省的一个市镇，位于该省中东部偏北，属于雷恩区。

## 地理
杜尔丹（48°11'35"N, 1°22'12"W）面积13.8 平方千米，位于法国布列塔尼大區伊勒-维莱讷省，该省份为法国西北部沿海省份，位于布列塔尼半岛东部，北濒大西洋，西接阿摩尔滨海省和莫尔比昂省，南至大西洋卢瓦尔省，西南端接曼恩-卢瓦尔省，东临马耶讷省，东北与芒什省接壤。
与杜尔丹接壤的市镇（或旧市镇、城区）包括：拉布埃克西耶尔、利夫雷、尚容河畔利夫雷、瓦勒迪泽。

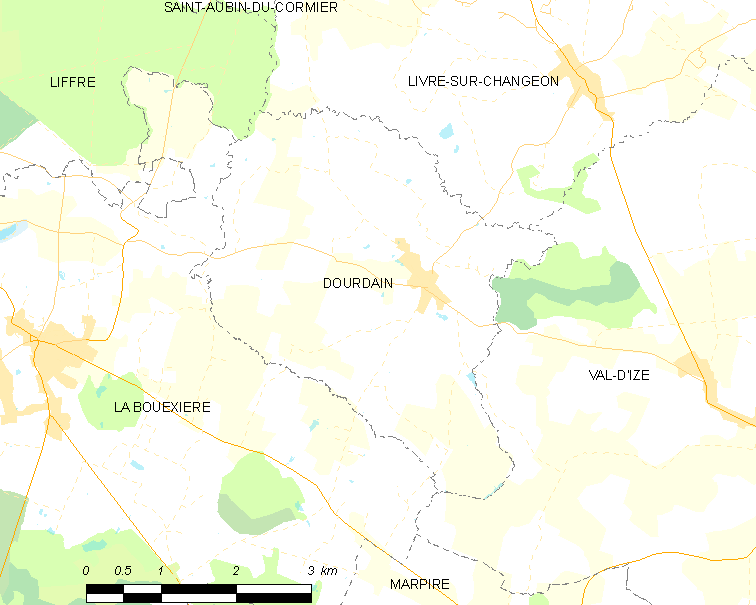
杜尔丹的OSM定位图

杜尔丹的时区为UTC+01:00、UTC+02:00（夏令时）。

## 行政
杜尔丹的邮政编码为35450，INSEE市镇编码为35101。

## 政治
杜尔丹所属的省级选区为利夫雷县。

## 人口

1962-2008年间杜尔丹人口变化图示

杜尔丹于2022年1月1日时的人口数量为1225人。